# Nissan Skyline
Nissan Skyline — автомобиль, выпускаемый в Японии с 1957 года, сначала фирмой Prince Motor Company, а затем концерном Nissan Motor, купившим Prince в 1966 году. К настоящему времени выпущено 13 поколений этого автомобиля.

## История

### ALSI

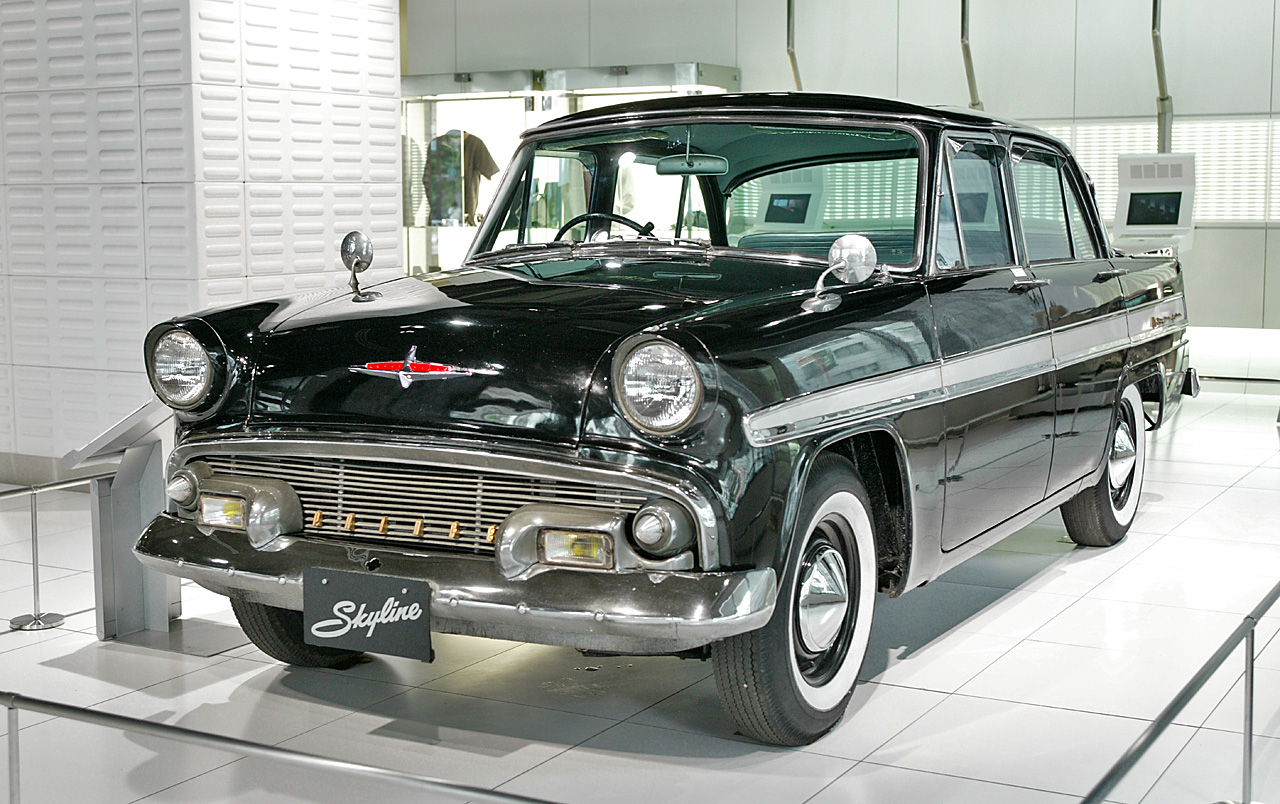
Prince Skyline ALSI-1

Первый Skyline с заводским обозначением ALSI-1 сходил с конвейера с 1957 по 1963 под маркой Prince и по меркам Японии считался роскошным автомобилем. Всего было продано 33 759 экземпляров, в основном — с кузовами седан и универсал.
Автомобиль, представленный 24 апреля 1957 года, построила компания Prince Motor Company, основанная на базе производившей военные самолёты Tachikawa Aircraft Company в 1952 году и названная в честь японского наследного принца Акихито. Skyline первого поколения был построен на базе коммерческого автомобиля Prince Skyway.
Автомобиль имел откровенно «проамериканский» дизайн, оснащался изначально двигателем GA-30 объёмом 1,5 л (1482 см³) и мощностью 60 л. с. (44 кВт), весил около 1300 кг и разгонялся до максимальной скорости порядка 140 км/ч. Конструктивно он был достаточно простым, например зависимая задняя подвеска была типа «Де Дион» — с соединяющей задние колёса лёгкой балкой и неподвижно закреплённым редуктором главной передачи.

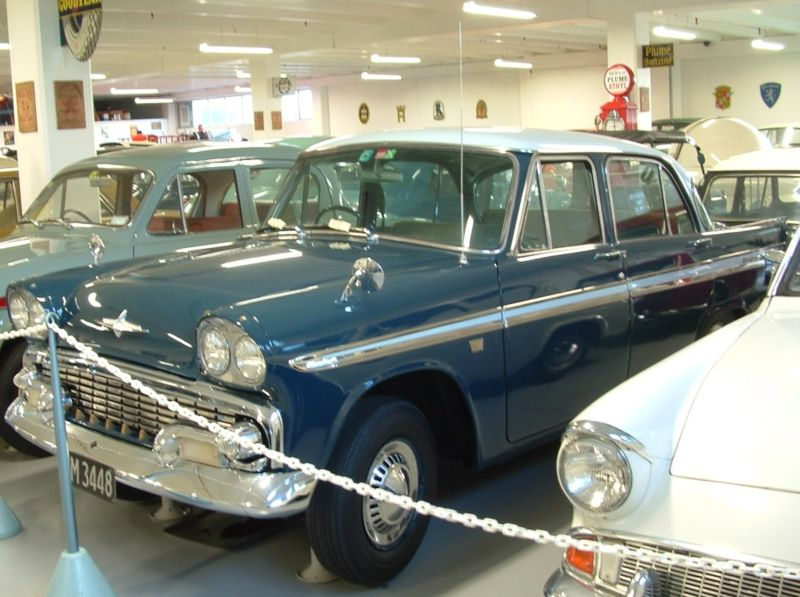
Skyline ALSI-2

Модель была обновлена в 1958 году (ALSI-2), получив в соответствии с последней американской модой четыре фары головного света, а также новый двигатель GA-4 с клапанным механизмом OHV, который при незначительно отличавшимся рабочем объёме (1484 см³) уже имел мощность в 70 л. с. (52 кВт).

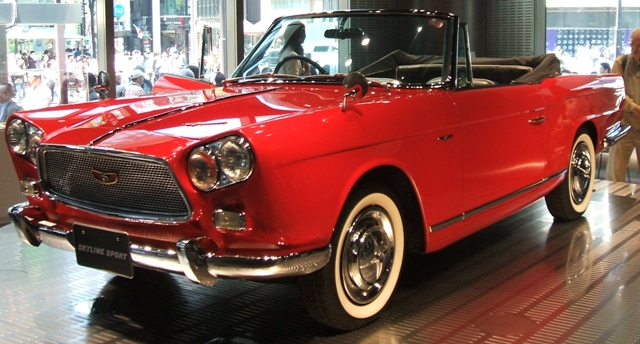
Skyline Sport BLRA-3 сочетал элементы американского стайлинга и итальянского дизайна, не будучи напрямую стилистически связан с базовым седаном.

Также с 1962 года вручную собирались купе и кабриолет под наименованием BLRA-3, с итальянским дизайном от Giovanni Michelotti и двигателем GB-30 объёмом 1.9 л мощностью 96 л. с. (72 кВт). Выпущено их за два года было совсем немного, всего 60 штук, что объясняется в числе прочего ценой в 1,85 миллиона йен — примерно вдвое дороже обычного серийного «Скайлайна 1500», однако эту модель (как и другие модели фирмы «Prince») часто можно увидеть в японских фильмах тех лет производства киностудии Toho благодаря активной работе фирменной группы по продакт-плейсмент.

### S50

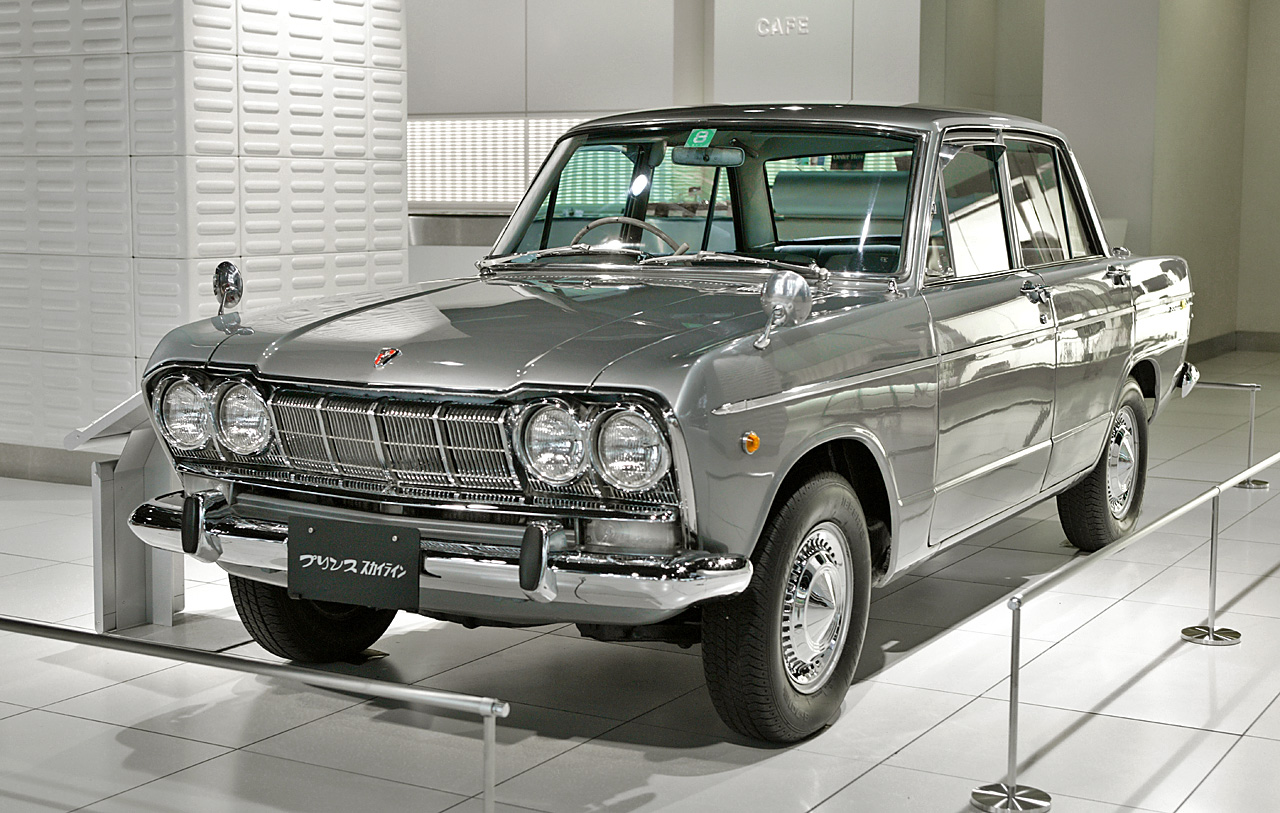
Prince Skyline S50 1500 Deluxe

Серия S50 и её модификации выпускались только с кузовом седан, с 1962 по 1968 г. Всего продано 114 238 автомобилей.
Skyline S50 оснащался мотором G-1 мощностью 70 л. с. (52 кВт), представлявшим собой модернизированный GA-4. Также был доступен двигатель объёмом 1.9 л (91 л. с.).

#### S54
В 1964 г. Prince создает гоночный Skyline GT с 6-цилиндровым двигателем G-7 от Gloria S40, из-за чего колёсную базу пришлось увеличить на 20 сантиметров. На 2-м гран-при Японии в классе GT-II он занимает места со 2 по 6.
Благодаря успеху гоночной машины на японский рынок выходит Prince 2000GT (также с названиями GT-A, GT-B, S54A и S54B).
Модель была доступна с 2 двигателями:
- S54A : 2.0 л (1988 см³) l6, 106 л. с.(78 кВт)
- S54B : 2.0 л (1988 см³) l6, 127 л. с.(94 кВт)

Версия B оснащалась тремя карбюраторами Weber 40DCOE-18, самоблокирующимся дифференциалом, 5-ступенчатой механической коробкой передач и мощными тормозами.

#### S57
В 1967 г. Skyline S50 был модернизирован и получил индекс S57. На него устанавливался двигатель G15 объёмом 1.5 л (1487 см³) с двумя распредвалами, который, развивая 88 л. с. (66 кВт), был в то время самым мощным японским мотором в своём классе.

### C10

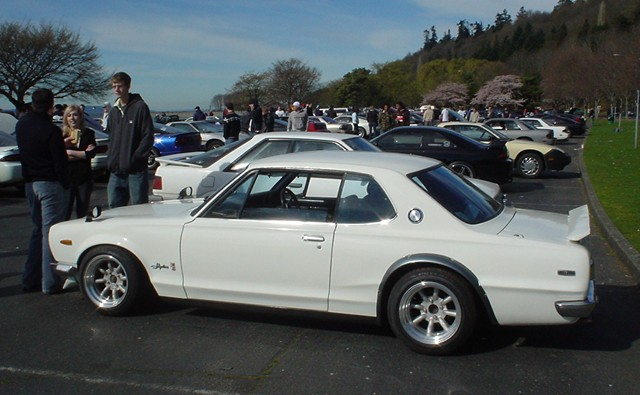
Nissan Skyline KGC10 GT-X

C10 была первой серией, вышедшей после покупки Prince Motors Nissan. Выпускалась с 1968 по 1972 годы, всего продано 310.447 автомобилей. На Skyline C10 устанавливали 1.5-литровый двигатель G15 (как на S57) и 1.8-литровый G18. Кроме седана, выпускались универсал и купе-хардтоп (с 1970).
Шасси этой серии было специально спроектировано с учётом установки 6-цилиндрового двигателя, чтобы избежать проблем, возникших при создании S54.

#### GT-R
Первый Skyline GT-R был выпущен в феврале 1969 с кузовом седан (индекс PGC10). Купе (KPGC10) появилось в сентябре 1970. Они оснащались двухлитровыми рядными 6-цилиндровыми двигателями S20 мощностью 160 л. с. (118 кВт), что было на уровне лучших спорткаров того времени. Skyline GT-R получил известность под прозвищем «Хакосука» (хако, ハコ — коробка; сука, スカ — от японского произношения слова «скайлайн»).
Skyline GT-R великолепно проявил себя в автоспорте. Менее чем за 2 года на седане было одержано 33 победы в различных гонках, а благодаря купе это число было доведено к 1972 году до 50. GT-R не уступал таким автомобилям, как Toyota 1600 GT5, Isuzu Bellett GTR, Mazda Familia (R100) и Capella (RX-2). В конце 1971 серьёзным соперником для GT-R стала новая Mazda RX-3, которая и прервала победоносное шествие GT-R. Skyline GT-R стал любимой машиной стритрейсеров. Автомобиль выпускался с 1969 по 1972 год. Всего было выпущено 1945 автомобилей: около 800 седанов и 1200 купе.
Хакосука стала одним из самых известных гоночных японских автомобилей и классикой JDM. В 21 веке её цена на аукционах иногда превышает 200 тысяч долларов США.
Модели:
- 1500 — 1.5 л G15 l4, 95 л. с.
- 1800 — 1.8 л G18 l4, 105 л. с.
- 2000GT — 2.0 л L20 l6, от 105 до 120 л. с.
- 2000GT-X — 2.0 л L20 l6, 130 л. с.
- 2000GT-R — 2.0 л S20 l6, 160 л. с.

### C110

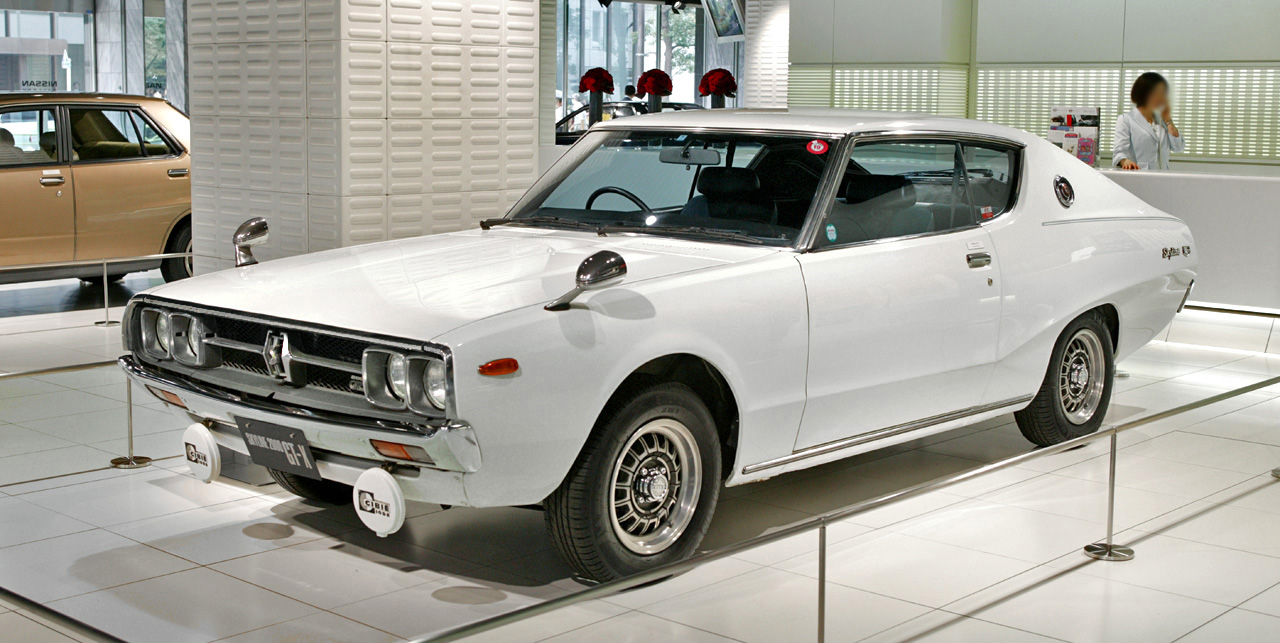
Nissan Skyline C110 2000 GTX-E

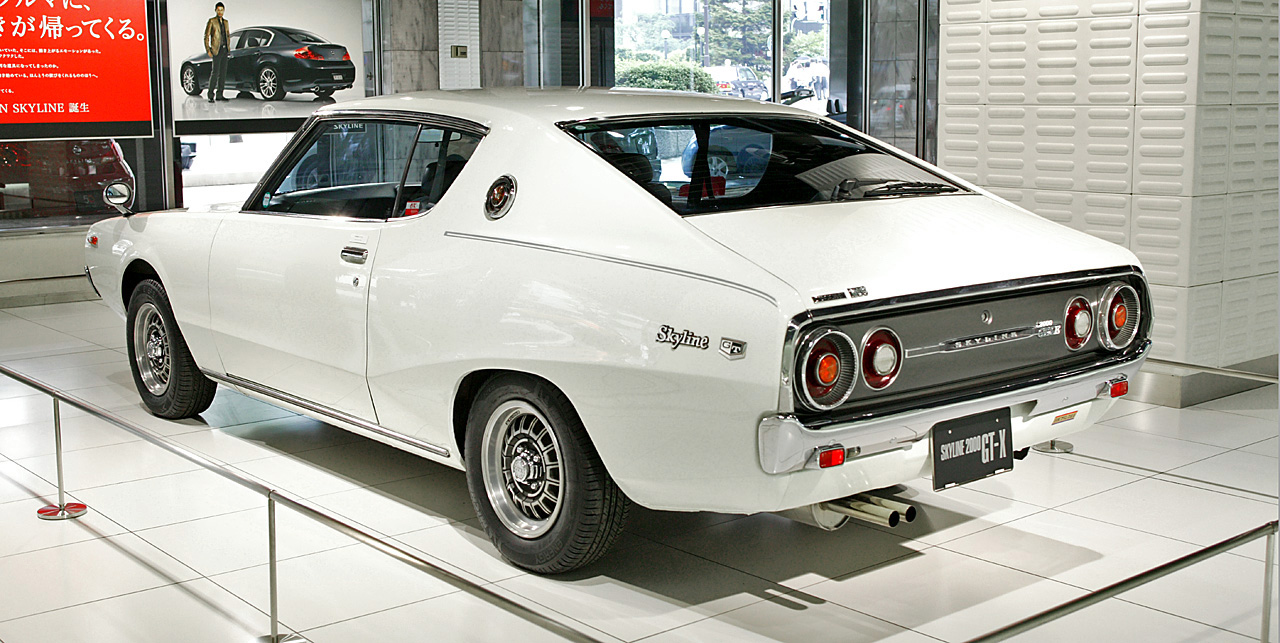
Nissan Skyline C110 2000 GTX-E

Skyline C110 производился с 1972 по 1977 г., всего было продано 670562 машин. Экспортировался под именем Datsun K-series (Datsun 160K, 180K и 240K). Варианты типов кузова не изменились: 4-дверный седан, 2-дверное купе-хардтоп и универсал. Начиная с серии C110, машины имеют круглые стоп-сигналы, что впоследствии стало фирменной чертой Nissan Skyline, вплоть до серии V35.

#### GT-R
Skyline GT-R хардтоп появился в сентябре 1972, но уже в марте 1973 производство было остановлено из-за нефтяного кризиса. Люди предпочитали покупать экономичные машины, и продажи спорткаров резко упали. Nissan покинул автоспорт. Только 197 GT-R было продано в Японии. Следующее поколение GT-R появилось только через 16 лет, в 1989.
Модели:
- 1600GT — 1.6 л G16 l4
- 1800GT — 1.8 л G18 l4
- 2000GT — 2.0 л L20 l6, 120 л. с.
- 2000GT-X — 2.0 л L20 l6, 130 л. с.
- 2000GT-R — 2.0 л S20 l6, 160 л. с.

### C210

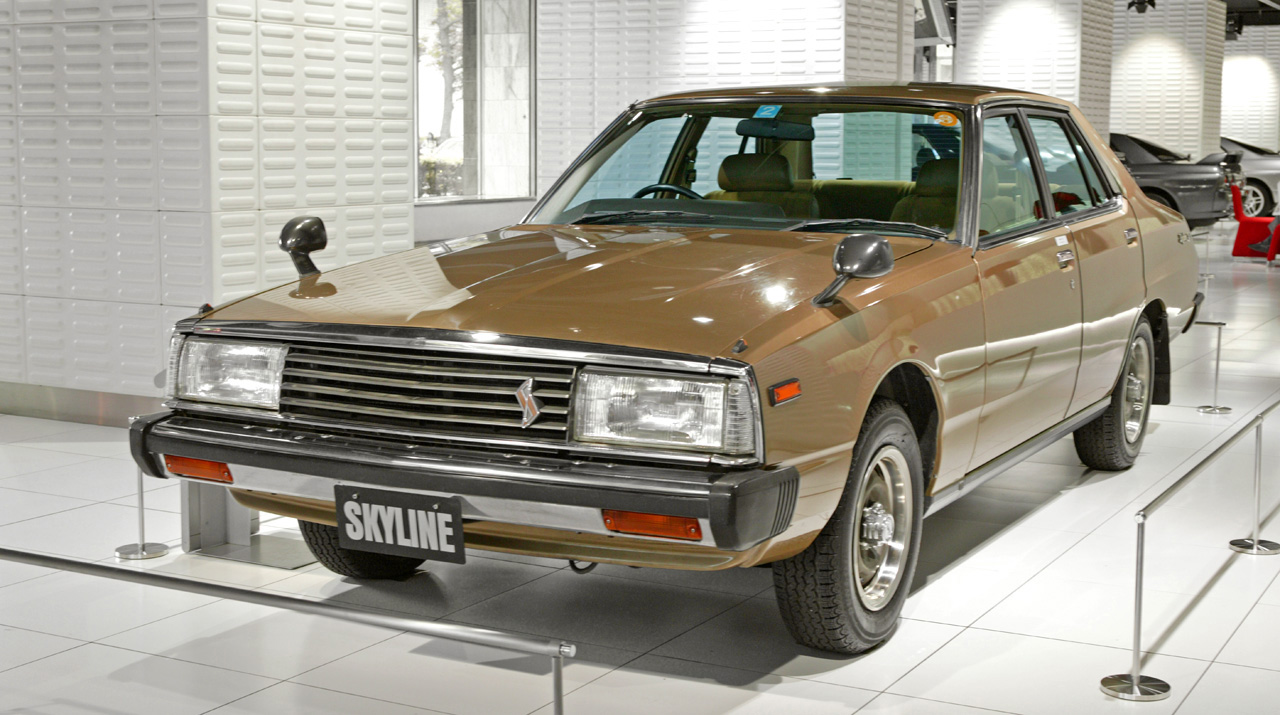
Nissan Skyline C210 2000 GT-EL

Модель производилась с 1977 до 1981 года, было продано 539 727 машин. За рубежом по-прежнему продавались под маркой Datsun (240K/280K и 240C/280C). Все автомобили комплектовались рядными 4- и 6-цилиндровыми двигателями. Версия GT-EX с турбокомпрессорным двигателем L20ET стала заменой GT-R. Это был первый серийный японский автомобиль с турбодвигателем. Также предлагались два дизельных мотора: 6-цилиндровый LD28 объёмом 2,8 литра и 4-цилиндровый LD20 объёмом 2 литра.
Модели:
- 1600DX/GL/TI-L — 1.6 л Z16S l4
- 1800TI — 1.8 л L18 l4, 115 л. с.
- 2000GT — 2.0 л L20 l6, 130 л. с.
- 2000GT-EX — 2.0 л L20ET турбо l6, 145 л. с.
- Универсал кузов WBC210 двигатель l6

### R30

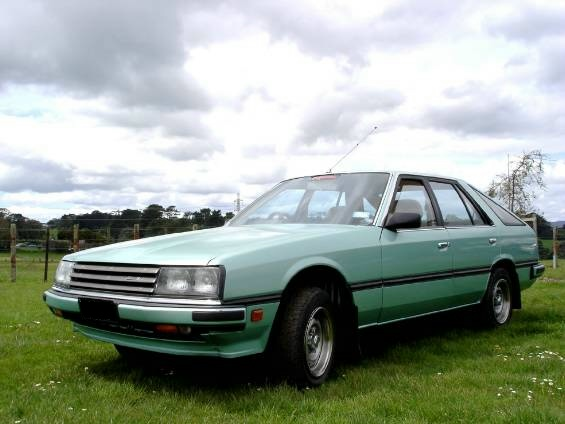
Nissan Skyline R30

Модель выпускалась с августа 1981 до 1985 года, продано 406 432 машины. Базировалась на платформе C31 Laurel. Всего имелось 26 модификаций данной модели. R30 — единственное поколение Skyline, предлагавшееся с кузовом типа лифтбэк. По-прежнему выпускались 2-дверный хардтоп, 4-дверный седан и универсал. В гамме двигателей появился 16-клапанный 4-цилиндровый FJ20 с 2 распредвалами.
В августе 1983 был проведён фейслифтинг модели, в рамках которого обновлён интерьер и некоторые кузовные детали. Дисковые тормоза на всех колёсах включены в стандартную комплектацию. 4-цилиндровый двигатель Z18S уступил место новому CA18E.
В том же году была выпущена ограниченная серия Paul Newman Version в честь актёра Пола Ньюмана, который сотрудничал с компанией в конце 70-х — начале 80-х годов.

#### RS

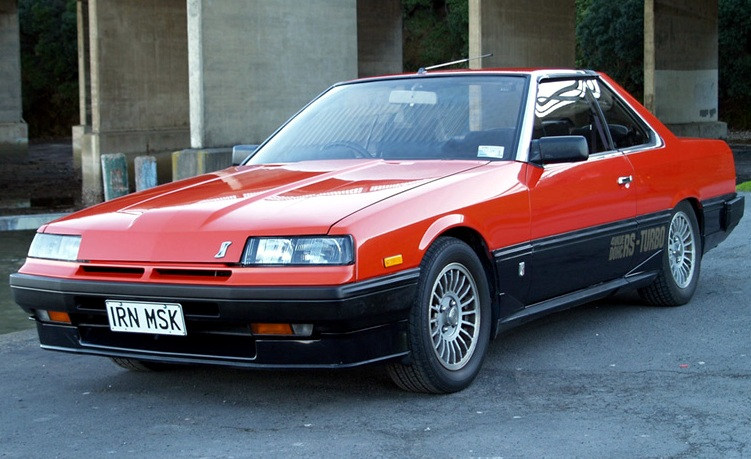
Nissan Skyline DR30

В октябре 1981 года начинается производство облегчённой спортивной версии 2000RS (официальный индекс DR30) с 4-цилиндровым 16-клапанным двигателем FJ20E, развивающим 150 л. с. На эту модификацию не ставились многие опции, отвечающие за комфорт, и её снаряженная масса составляла всего 1130 кг. В феврале 1983 года появляется 2000RS Turbo с турбонаддувным двигателем FJ20ET мощностью 190 л. с.
Следующая модернизация пришлась на 1984 год, самыми значимыми изменениями были установка интеркулера и изменение степени сжатия на модели с двигателем FJ20ET, переименованной теперь в RS-X Turbo C. Мощность была увеличена до 205 л. с. при 6400 об/мин, крутящий момент до 245 Н·м при 4400 об/мин.
Модели:
- 1800TI — 1.8 л Z18S SOHC l4, 105 л. с. (77 кВт), поздние модели 1.8 л Nissan CA18S SOHC l4, 105 л. с. (77 кВт)
- 2000TI — 2.0 л Z20E SOHC l4
- 280D GT — 2.8 л LD28 SOHC l6 Дизель
- 2000GT и Passage — 2.0 л L20E SOHC l6
- 2000GT Turbo, Passage и Paul Newman Version — 2.0 л L20ET turbo l6, 140 л. с. (103 кВт, 206 Н·м)
- RS — 2.0 л FJ20E DOHC l4, 150 л. с. (112 кВт, 181 Н·м)
- RS-X и RS-X Turbo C — 2.0 л FJ20ET DOHC turbo l4, от 190 до 205 л. с. (от 140 до 151 кВт, от 225 до 245 Н·м)

### R31

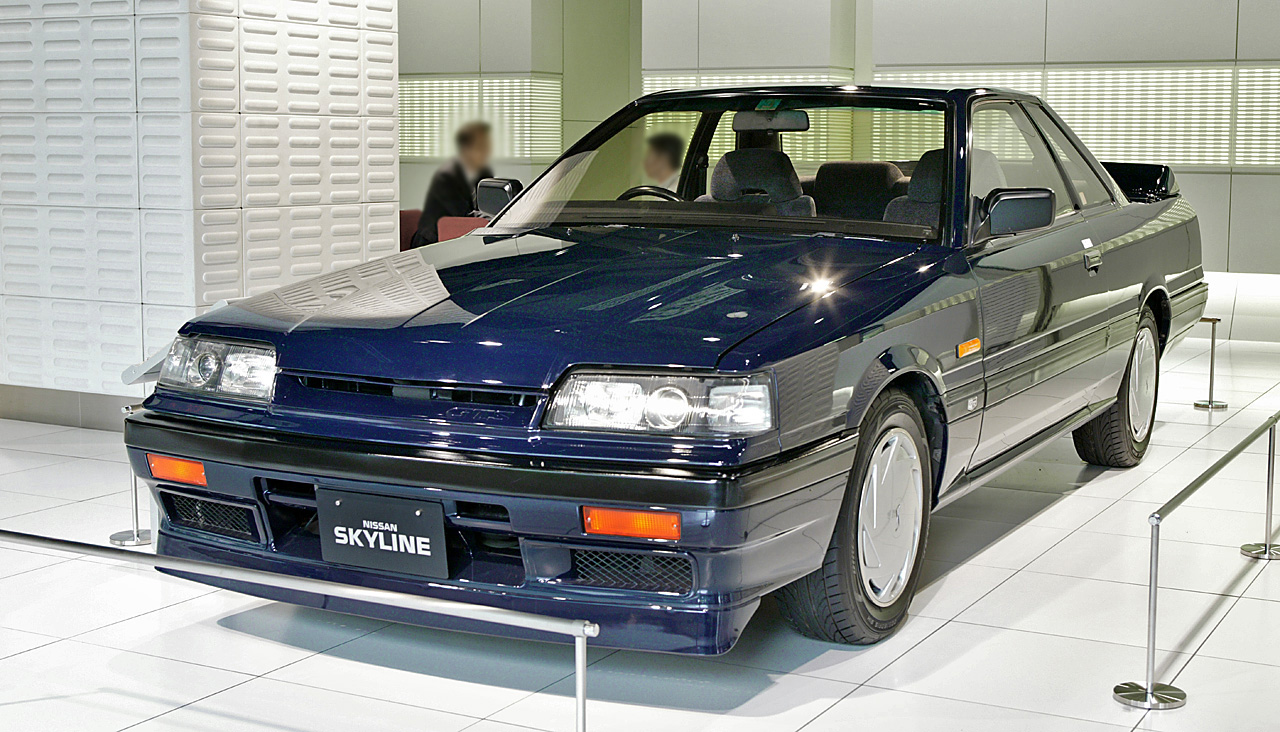
Nissan Skyline R31 2000 GTS-R

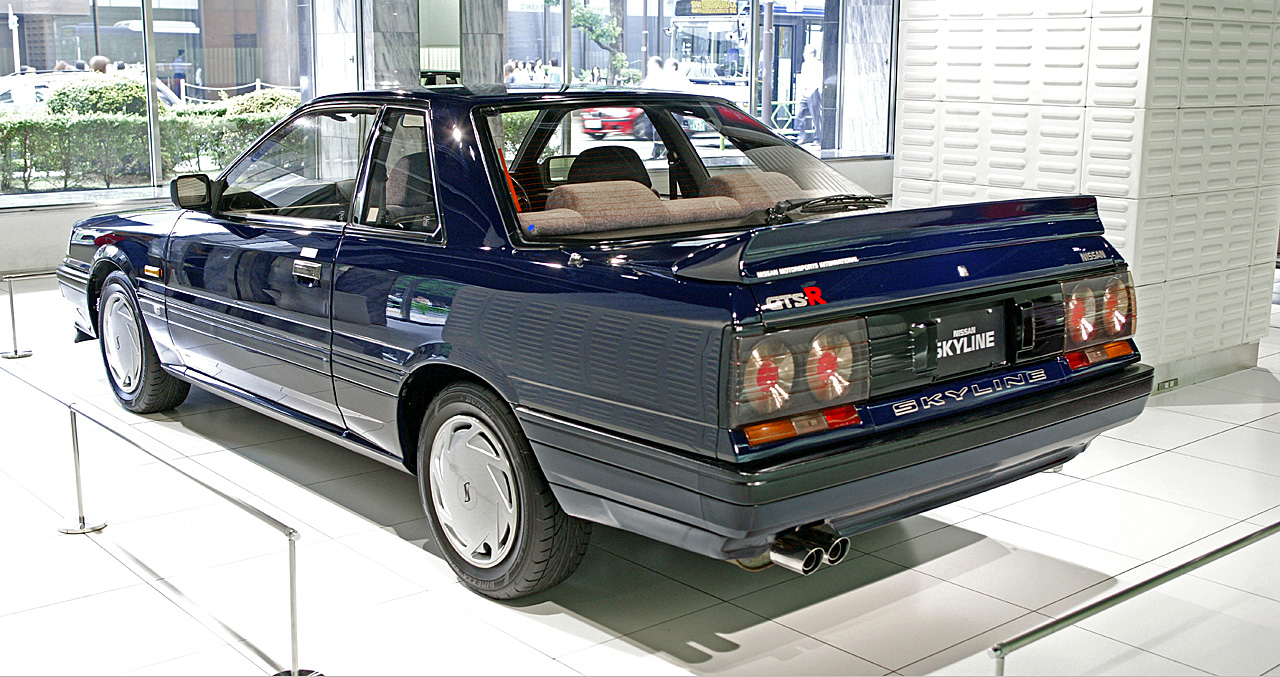
Nissan Skyline R31 2000 GTS-R

Следующее поколение модели, получившее индекс R31, выпускалось с 1985 до 1989 с кузовами седан, седан-хардтоп, купе и универсал. Всего было продано 309 716 автомобилей.
На этой модели было применено несколько новых технических решений, таких как двигатели серии RB с системой впрыска топлива и HICAS (англ. High Capacity Active Steering) — система, обеспечивающая при воздействии рулём поворот не только передних, но и задних колёс с помощью гидравлики, благодаря чему улучшается управляемость автомобиля при заносе и увеличивается безопасная скорость прохождения поворотов. Серия R31 была единственной, когда выпускался 4-дверный хардтоп. Эта версия называлась Passage GT.
Кроме Японии, модель выпускалась и продавалась в Австралии и в Южной Африке.

#### GTS-R
Самой заряженной версией R31 было купе HR31 GTS-R с двигателем RB20DET-R. Всего было выпущено 823 автомобиля и все они были окрашены в цвет BG8 Bluish Black (Иссиня-Чёрный). От обычного RB20DET двигатель отличался более эффективными турбокомпрессором и интеркулером, позволявшими увеличить мощность до 210 л. с.
Модели (Япония):
- 1800I — 1.8 л CA18(i) SOHC l4, 100 л. с. (75 кВт)
- Passage GT-D — 2.8 л дизель RD28 SOHC l6, 92 л. с. (68 кВт, 173 Н·м)
- Passage GT — 2.0 л RB20E SOHC l6, 130 л. с. (99 кВт)
- Passage GT Turbo — 2.0 л RB20ET SOHC turbo l6, 170 л. с. (125 кВт)
- Passage GT Twin-Cam — 2.0 л RB20DE DOHC l6, 155 л. с. (114 кВт)
- Passage GT Twin-Cam Turbo — 2.0 л RB20DET DOHC turbo l6, 180 л. с. (133 кВт, 225 Н·м)
- GTS — 2.0 л RB20DE DOHC l6, 155 л. с. (114 кВт)
- GTS Turbo — 2.0 л RB20DET DOHC l6, 180 л. с. (133 кВт, 225 Н·м)
- GTS-X — 2.0 л RB20DET DOHC turbo l6, 190 л. с. (141 кВт, 240 Н·м)
- GTS-R — 2.0 л RB20DET-R DOHC turbo l6, 210 л. с. (154 кВт, 245 Н·м)
- GTS Autech — 2.0 л RB20DET-R DOHC turbo l6, 210 л. с. (154 кВт, 245 Н·м)

### R32

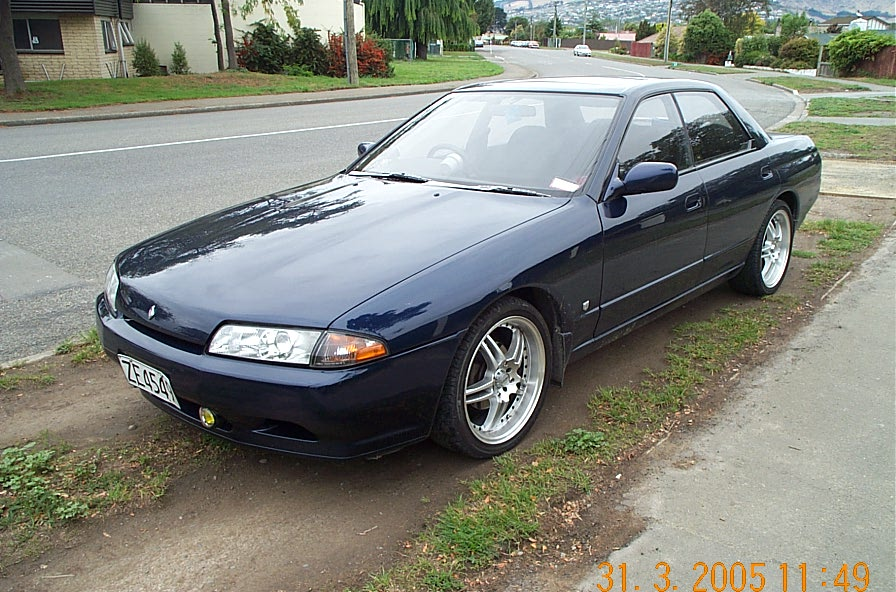
Nissan Skyline ER32

Восьмое поколение Skyline, с индексом R32, появилось в мае 1989 г. Всего было выпущено 313 491 автомобилей. По сравнению с предыдущим поколением, было сокращено число возможных типов кузова — остались только 4-дверный седан и 2-дверное купе.
Автомобили комплектовались модернизированными 6-цилиндровыми рядными двигателями серии RB и 4-цилиндровыми CA для базовой версии GXi. Большинство моделей оснащались системой HICAS. Версия с двигателем объёмом 2.5 л стала одним из первых японских автомобилей с 5-ступенчатой автоматической трансмиссией. Система ABS предлагалась как опция (за исключением версии GT-R), вискомуфта LSD в заднем дифференциале была в стандартной комплектации для всех моделей с турбонаддувом и в списке опций для всех остальных версий кроме GXi.
На платформе Skyline также выпускались модели Cefiro A31, Laurel C33, Silvia S13.
Модели:
- GXi Type-X — 1.8 л CA18i l4, 91 л. с. (67 кВт)
- GTE Type-X — 2.0 л RB20E l6, 125 л. с. (93 кВт, 172 Н·м)
- GTS Type-X, S, J — 2.0 л RB20DE l6 155 л. с. (115 кВт, 184 Н·м)
- GTS-25 Type-X, S, XG — 2.5 л RB25DE l6, 180 л. с. (132 кВт, 231 Н·м)
- GTS-t Type-M — 2.0 л RB20DET turbo l6, 212 л. с. (158 кВт, 263 Н·м)
- GTS-4 — 2.0 л RB20DET turbo l6, 212 л. с. (158 кВт, 263 Н·м)
- GTS-4 (Autech) — 2.6 л RB26DE l6, 225 л. с. (169 кВт)

#### GT-R

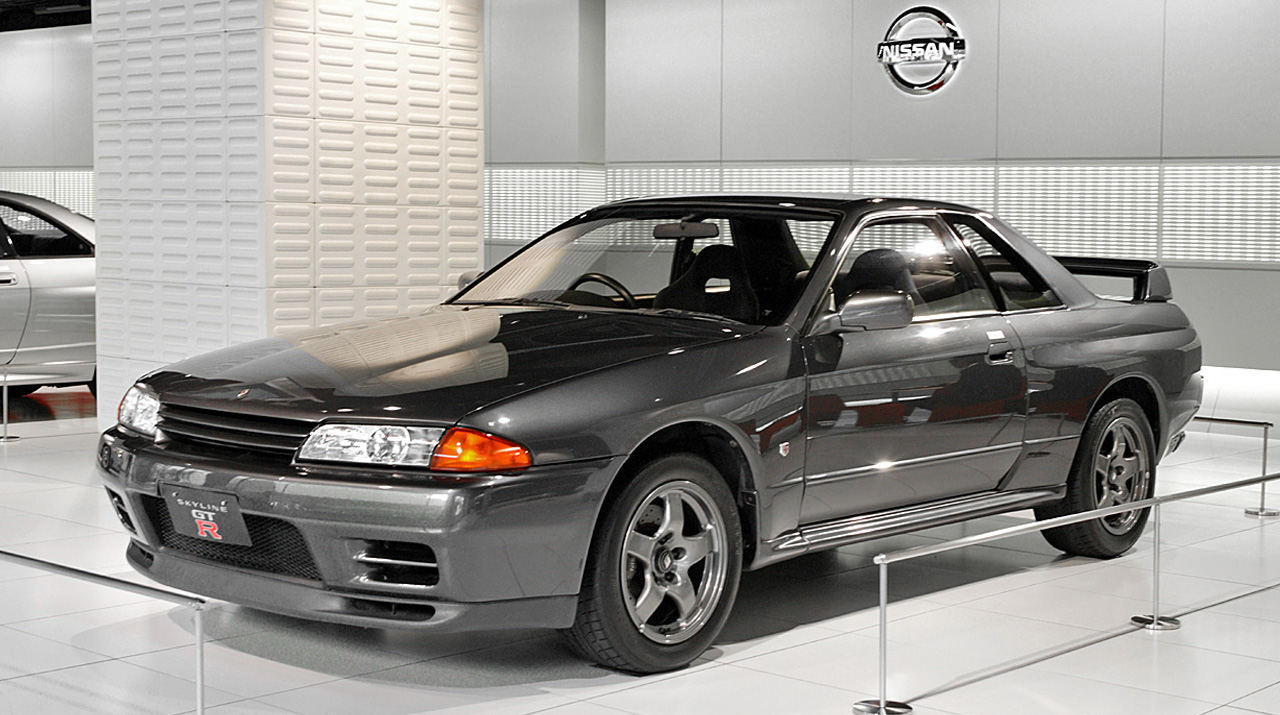
Nissan Skyline R32 GT-R

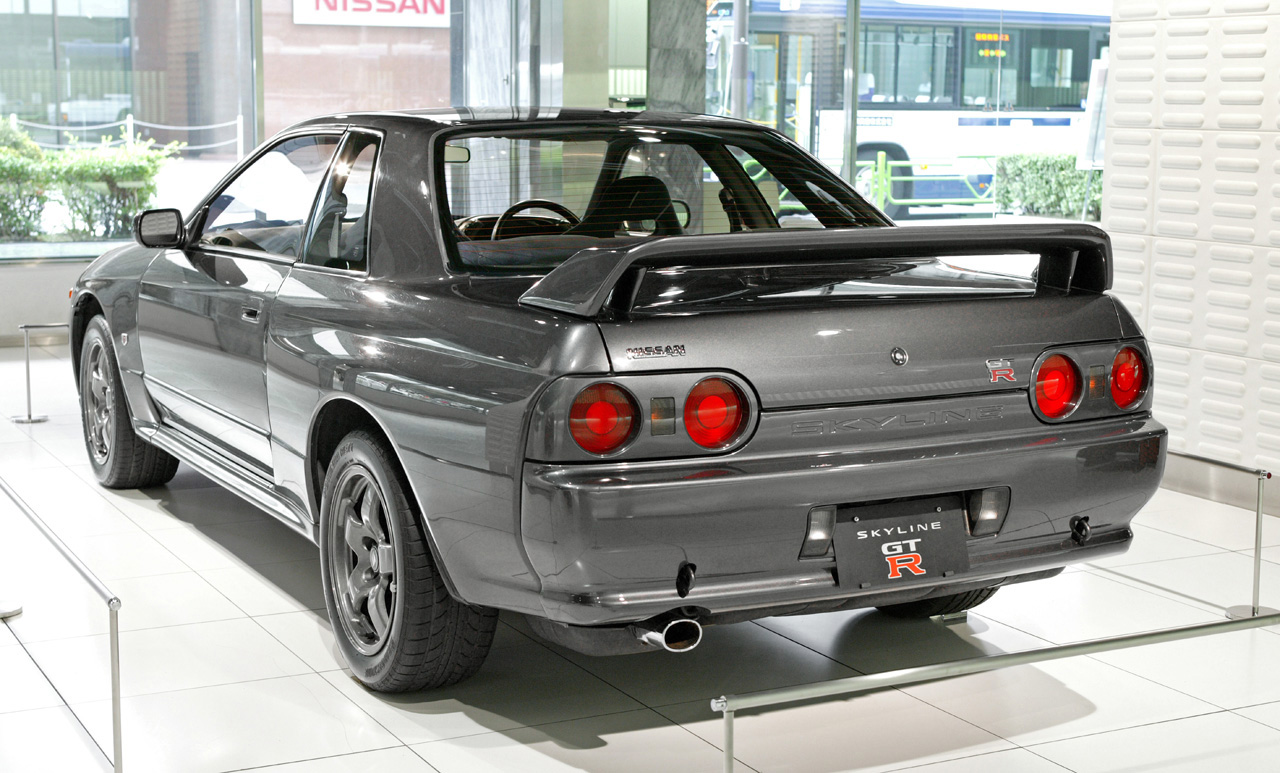
Nissan Skyline R32 GT-R

Настоящим успехом оказалось возвращение в 1989 году версии GT-R (BNR32), спроектированной в соответствии с требованиями FIA для гоночных автомобилей Группы А.
Она была оснащена электронной системой полного привода 4WD ATTESA ETS (англ. Advanced Total Traction Engineering System for All Electronic Torque Split). Её особенностью являлось то, что при появлении пробуксовки задних колес, подключались передние колеса, которым передавалось около 50 % крутящего момента, что позволяло компенсировать потери при пробуксовке. В основе же автомобиль оставался заднеприводным. Система HICAS, получившая приставку Super, была модернизирована и управлялась уже с помощью электроники. 6-цилиндровый мотор RB26DETT объёмом 2.6 литра имел две турбины.
Одержав в кольцевом чемпионате JTCC 29 побед в 29 гонках, выиграв 4 чемпионата подряд с 1990 по 1993 годы и поставив новый рекорд времени прохождения Северной петли Нюрбургринга для серийных машин, автомобиль доказал своё превосходство.
Первоначально из-за омологационных требований на GT-R устанавливались 16-дюймовые колеса, что ограничивало размер и эффективность тормозных дисков. После изменений в гоночном регламенте, разрешивших использование 17-дюймовых колес, в феврале 1993 года была выпущена версия GT-R V-spec (от англ. victory,победа) с 17" колесами BBS и увеличенными тормозными механизмами Brembo. Автомобиль также получил активный задний дифференциал. Годом позже выпущена V-Spec II, отличавшаяся более широкими шинами.
Модели:
- GT-R — 2.6 л RB26DETT Twin-turbo l6, 280 л. с. (206 кВт, 368 Н·м)
- NISMO
- V-Spec
- V-Spec II

### R33

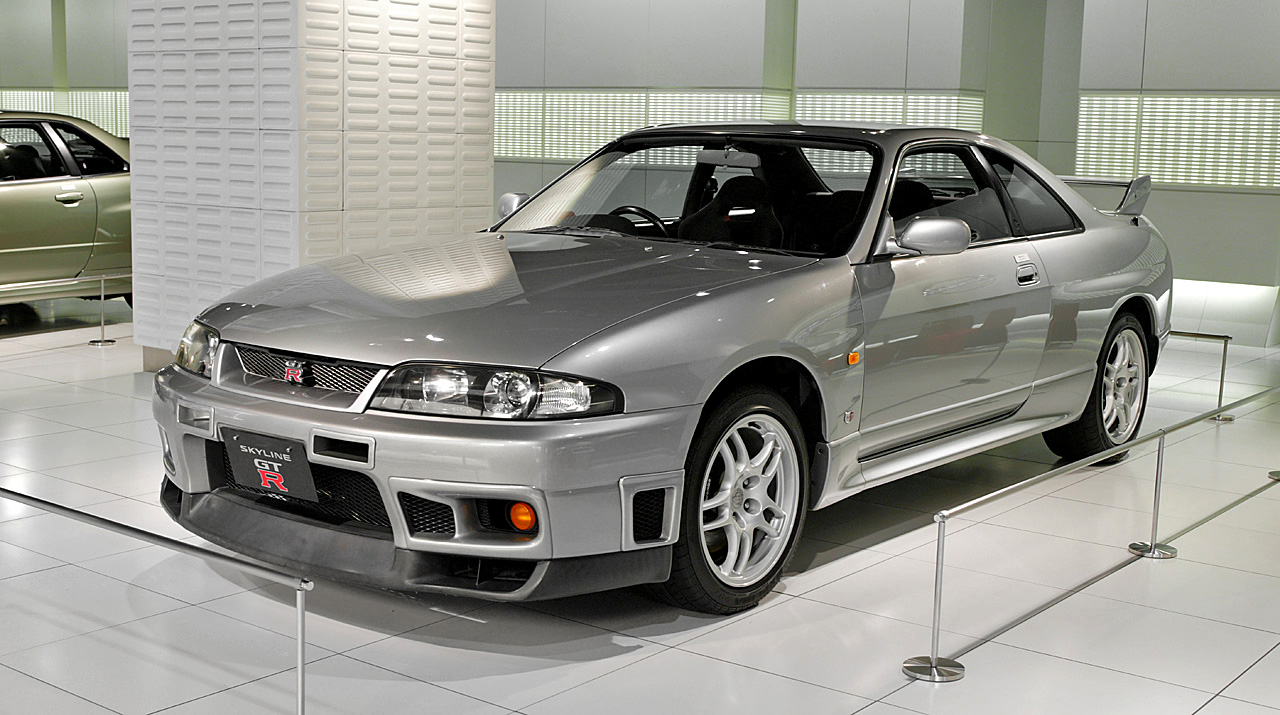
Nissan Skyline R33 GT-R

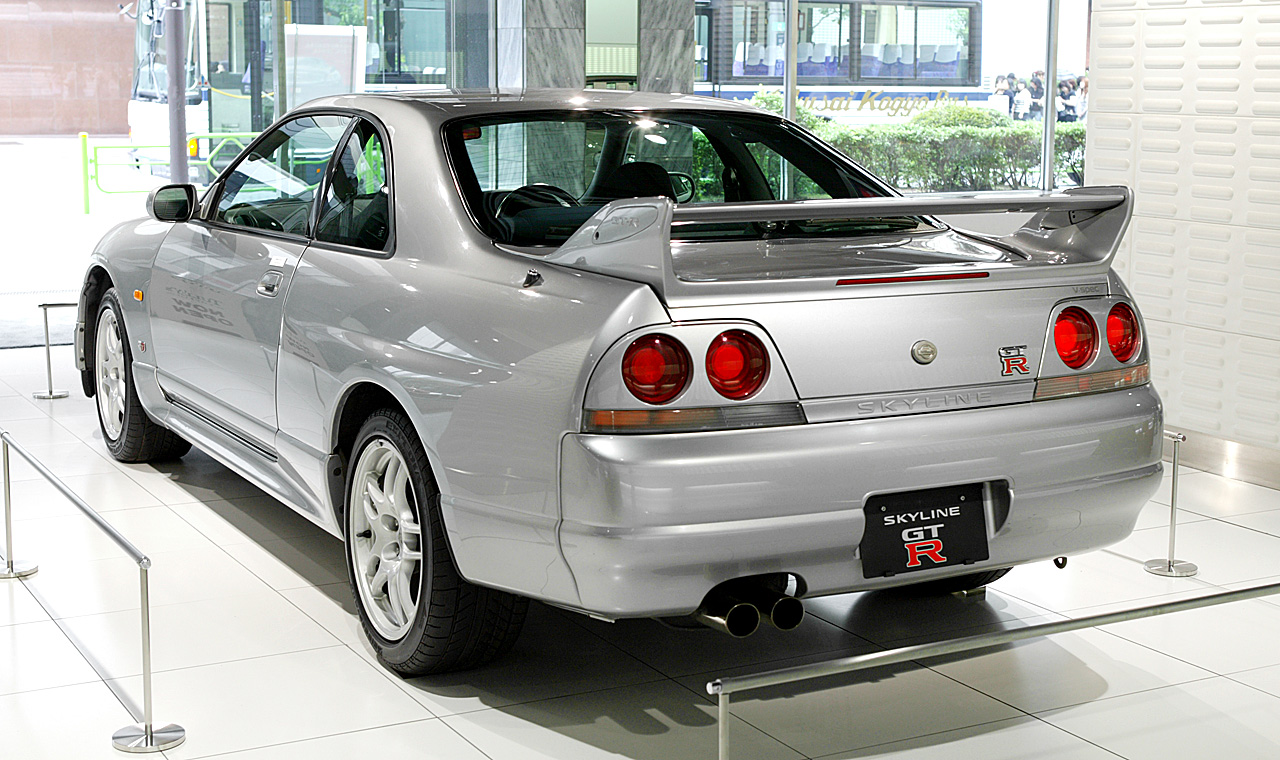
Nissan Skyline R33 GT-R

В августе 1993 года базовая модель Skyline переживает очередное перерождение, на свет появляется 9-е по счёту поколение. Тем не менее, Skyline GT-R продолжает выпускаться и продаваться в качестве модели R32. Только в январе 1995 года происходит смена поколения на BCNR33.
Начиная с R33, на Skyline больше не устанавливали 4-цилиндровые двигатели. Базовым мотором теперь была 2-литровая «шестерка» RB20E. Двигатели RB25DE и RB25DET были с изменяемыми фазами газораспределения. Существовало несколько версий Nissan Skyline в кузове R33:
BCNR33 — GTR — предлагались полноприводные купе или седан с турбированным 2,6 литровым двигателем, пятиступенчатой механикой и системой HICAS.
ECR33 — предлагались заднеприводный седан или купе с турбированным 2,5 литровым двигателем, с четырёхступенчатым автоматом или пятиступенчатой механикой, так же предлагалось заднеприводное купе с 2,5 литровым атмосферным двигателем, пятиступенчатым автоматом или механикой, и системой HICAS.
ENR33 — предлагались полноприводный седан с 2,5 литровым атмосферным двигателем, четырёхступенчатым автоматом или пятиступенчатой механикой, полноприводное купе с аналогичным двигателем и аналогичными вариантами трансмиссии,
ER33 — предлагались заднеприводный седан или купе, с 2,5 литровым атмосферным двигателем, четырёх или пятиступенчатым автоматом или пятиступенчатой механикой, так же предлагался седан с 2,5 литровым турбированным двигателем и четырёхступенчатым автоматом,
HR33 — предлагались заднеприводный седан или купе с 2,0 литровым атмосферным двигателем, четырёхступенчатым автоматом или пятиступенчатой механикой,
Некоторые модификации комплектовались новой версией системы Super HICAS. С 1996 года на базе R33 выпускался универсал Stagea. В 1996 году были выполнены незначительные усовершенствования, после чего в 1997 году осуществлена частичная замена модельного ряда. Всего до ноября 1998 года было выпущено 180 766 машин. Так эволюцинировал «гражданский» Скайлайн, но настоящее «волшебство» японские инженеры воплотили в новом GT-R. Изменения, по сравнению с R32, носили эволюционный характер и касались, в основном, ходовой части. Машина оснащалась двигателем модели RB26DETT с увеличенным крутящим моментом и прежней максимальной мощностью; полноприводная модификация V-spec была оборудована системой распределения крутящего момента между осями ATTESA E-TS pro, куда входил дифференциал повышенного трения LSD и антиблокировочная система. В моторном отсеке и багажнике были установлены распорки стоек подвески. Машина по-прежнему отличалась крупногабаритным передним бампером с широкой прорезью, конфигурацией передних крыльев в стиле «blister fender» и внушительного вида задним спойлером с регулируемым углом атаки. В модельном ряду появилась модификация LM limited, кузов которой был выкрашен в ярко-голубой цвет, и версия Autech с 4-дверным кузовом, выпущенная ограниченной серией к 40-летнему юбилею модели.
Важная деталь — все Nissan Skyline R33 комплектовались только 6-цилиндровыми двигателями. На некоторые из версий также устанавливали новую электронную систему полноуправляемого рулевого привода Super HICAS взамен старой гидравлической HICAS. Эта компьютеризированная система была впервые опробована на R32 GTR.
Модели:
- GT-R — 2.6 л RB26DETT DOHC twin-turbo l6, 305 л. с. (224 кВт, 375 Н·м) (по паспорту 280 л. с.) 4WD
- GT-R LM — 2.6 л RB26DETT DOHC twin-turbo l6, 305 л. с. (224 кВт)
- NISMO 400R — 2.8 л RBX-GT2 DOHC twin-turbo l6, 400 л. с. (294 кВт, 478 Н·м) 4WD
- 4Dr.GT-R Autech.version — 2.6 л RB26DETT DOHC twin-turbo l6, 305 л. с. (224 кВт, 375 Н·м) (по паспорту 280 л. с.) 4WD.

### R34

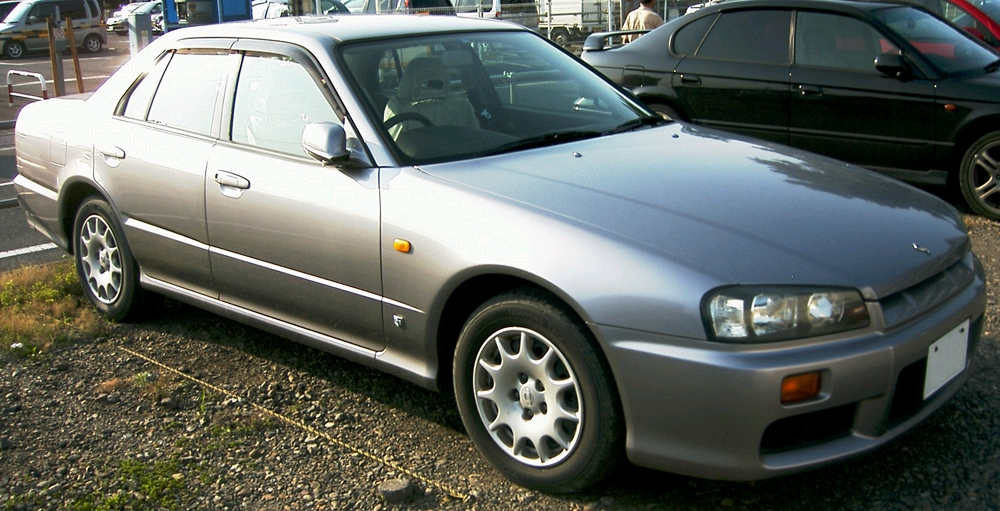
Nissan Skyline ER34 (Sedan)

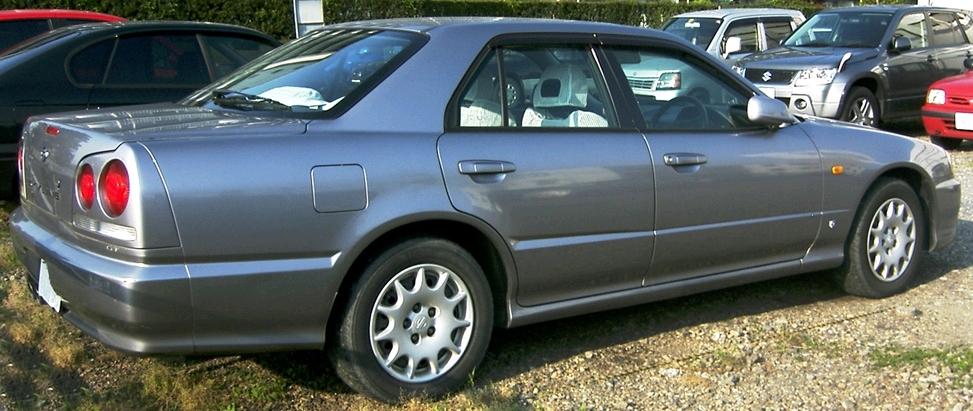
Nissan Skyline ER34 (Sedan)

10-е поколение Nissan Skyline было представлено в мае 1998 в кузовах R34 с большим акцентом на спортивность и соответствие новым экологическим нормам. В базовой модели GT двигатель RB20E был заменен на RB20DE, в последний раз использовавшийся на R32, но модернизированный (NEO). R34 GT  с двигателем RB20DE NEO и 5-ступенчатой коробкой передач, стал лучшим по топливной экономичности среди 6-цилиндровых Skyline всех поколений. 5-ступенчатая автоматическая трансмиссия была исключена из этого поколения, взамен предлагалась 4-ступенчатая АКПП и полный привод. Всего выпущено 67211 автомобилей (включая модели GT-R).
NIssan Skyline в кузове R34 является автомобилем, наиболее часто встречающимся в компьютерных играх: по состоянию на 2020 год автомобиль встречается 501 раз.
В зависимости от комплектации мотора и ходовой части различают следующие версии Nissan Skyline R34:
- HR34 — заднеприводный седан или купе с 2,0 литровым атмосферным двигателем, четырёх ступенчатым автоматом или пятиступенчатой механикой.
- ER34 — заднеприводный седан или купе с турбированным или атмосферным 2,5 литровым двигателем, с четырёх ступенчатым автоматом или пятиступенчатой механикой.
- ENR34 — полноприводный седан или купе с 2,5 литровым атмосферным двигателем, четырёхступенчатым автоматом или пяти ступенчатой механикой.
- BNR34 — GTR — полноприводные купе с турбированным 2,6 литровым двигателем в паре с шести ступенчатой механикой GETRAG[англ.].

Модели:
- GT — 2.0 л RB20DE NEO l6, 155 л. с. (103 кВт)
- 25 GT, GT-X, GT-V — 2.5 л RB25DE NEO l6, 200 л. с. (142 кВт)
- GT-FOUR — 2.5 л RB25DE NEO l6, 200 л. с. (142 кВт) 4WD
- GT-T — 2.5 л RB25DET NEO turbo l6, 280 л. с. (206 кВт, 343 Н·м).

#### GT-R

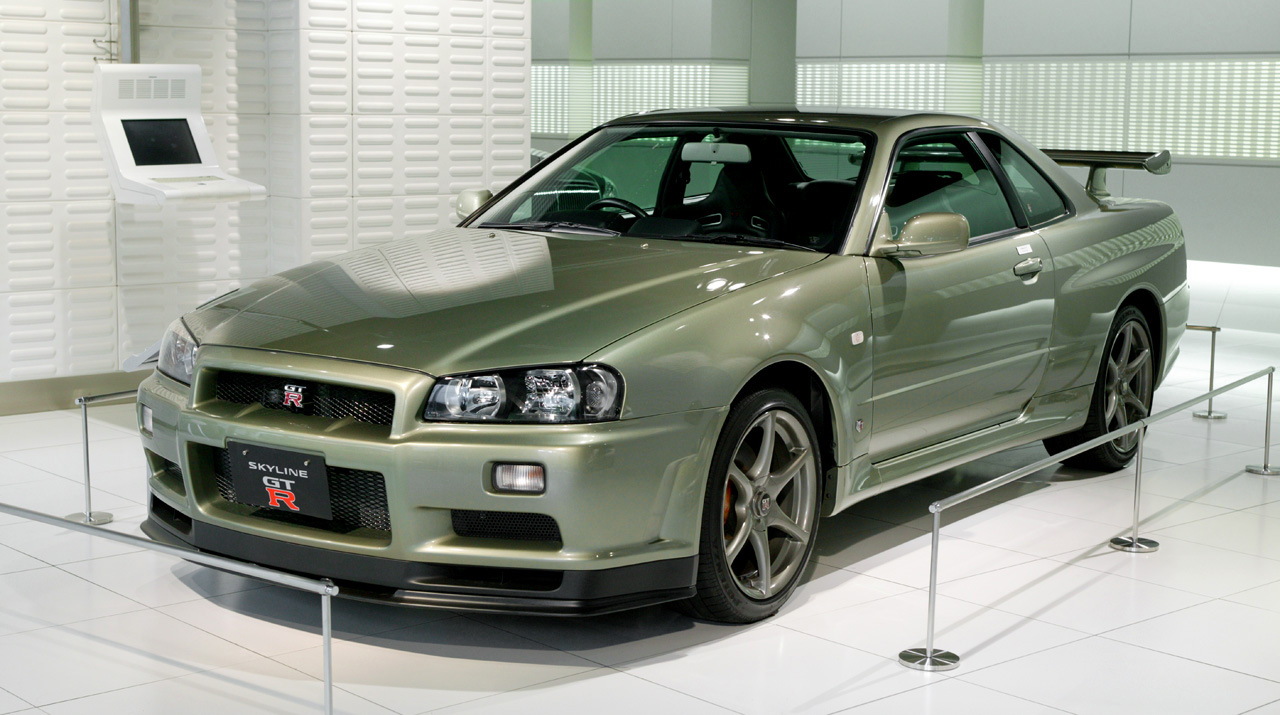
Nissan Skyline R34 GT-R Nür

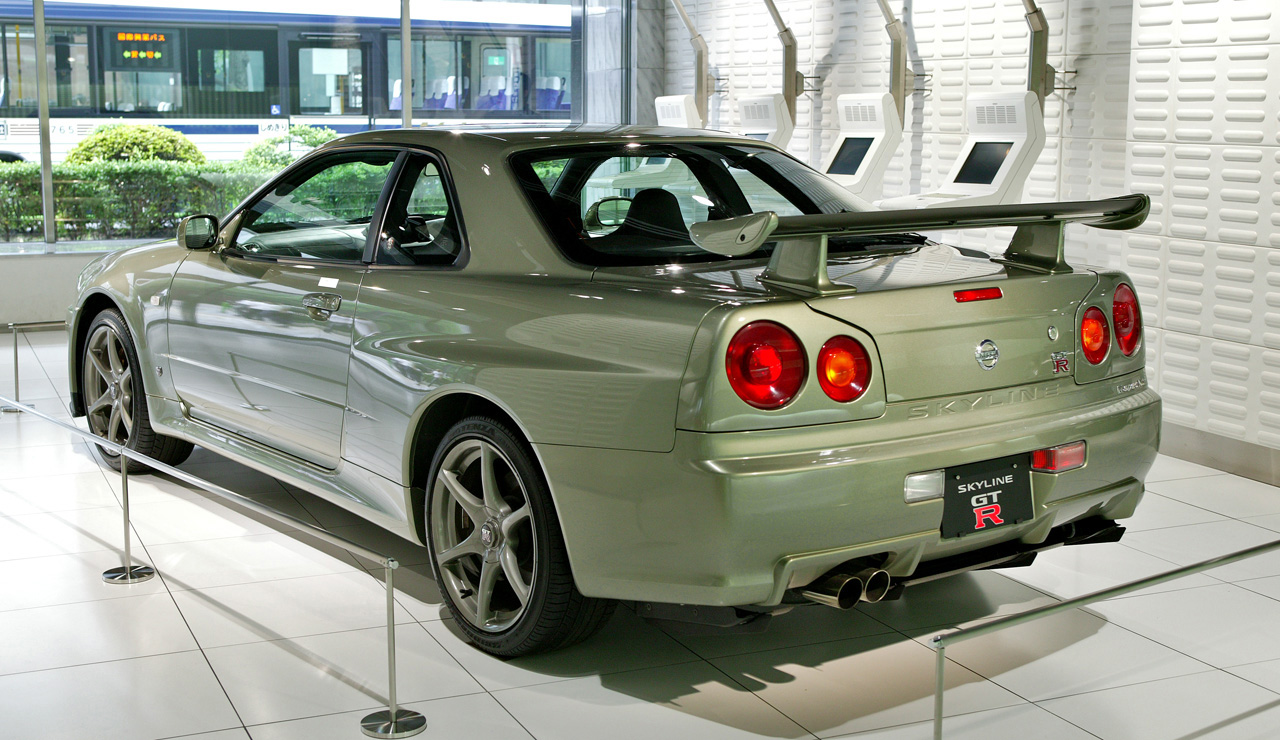
Nissan Skyline R34 GT-R Nür

Автомобиль вновь появился в сентябре 1998 с изменённой ходовой частью и другими обновлениями. Новое поколение стало немного короче предыдущего, и передняя ось стала ближе к фронту. Клапанные крышки были покрашены в блестящий красный, вместо чёрного, который наносился на них в прошлых поколениях. Были также усовершенствованы турбокомпрессоры. Специально для этого автомобиля была спроектирована новая, более прочная 6-ступенчатая коробка передач Getrag. На моделях V-spec появились датчики температуры интеркулера. На R34 GT-R устанавливался 5.8" LCD дисплей, позволяющий просматривать такие параметры, как давление турбонаддувов, температуру масла и охлаждающей жидкости, а для V-spec, также график продольных и поперечных кренов и время круга в кольцевых гонках.
Также, как и поколение R33, новые модели R34 GT-R V-spec оснащались ATTESA E-TS Pro system, но на стандартные GT-R системы «Pro» не устанавливались. Версии V-spec получили более устойчивую подвеску и заниженную посадку. Модели V-spec также включали располагающийся на капоте пластмассовый диффузор, (охлаждающий нижнюю сторону двигателя), и карбоновый диффузор, разработанный, чтобы направлять под автомобиль гладкие потоки воздуха.
Другая версия R34 GT-R именовалась как M-spec. Модель была похожа на V-spec, но имела более мягкую подвеску и кожаный салон.
Во время производства пятого поколения GT-R, Nissan стал разрабатывать версию под названием N1, которая также ранее выпускалась в моделях R32 и R33, и технически, была схожа с предшественниками. На N1 не было: кондиционера, заднего стеклоочистителя и стерео систем. Всего было выпущено только 45 автомобилей, 12 из которых использовались подразделением Nismo (Nissan Motorsport) для участия в гоночных чемпионатах Super Taikyu. Большинство оставшихся автомобилей были проданы гоночным командам и тюнинговым компаниям.
В августе 1999 Nissan показал новую модель под названием V-spec II. Автомобиль получил довольно жесткую подвеску (гораздо жестче, чем на оригинальном V-spec). На новой версии появился карбоновый капот, который легче алюминиевого, ранее устанавливаемого на всех GT-R. Ещё одно отличие V-spec II от оригинала — это более тёмный цвет центральной консоли. Также, сиденья были сшиты из чёрной ткани, а не серой, ранее используемой на других версиях R34 GT-R.
В феврале 2002 Nissan выпустил последнюю модель серии R34 GT-R, называемую Nür. Она продавалась в 2 версиях: Skyline GT-R V-spec II Nür и Skyline GT-R M-spec Nür. Название Nür было дано в честь знаменитой гоночной трассы Нюрбургринг (Nürburgring) в Германии. Обе версии были оборудованы модернизированным двигателем RB26DETT на базе двигателя N1, который позволял автомобилю развивать скорость около 300 км/ч.
Модели и опции:
- GT-R — 2.6 л RB26DETT twin-turbo l6, 280 л. с. (244 кВт, 392 Н·м)
- GT-R V-Spec

1. ● Дополнительные аэродинамические части.
2. ● Вентиляционные каналы для тормозов.
3. ● Аэродинамический диффузор спереди и сзади.
4. ● Появились датчики температуры интеркулера.
5. ● График продольных и поперечных ускорений и время круга в кольцевых гонках.
6. ● Система активного управления дифференциалом повышенного трения ATTESA E-TS PRO.
7. ● Более устойчивая подвеска.
8. ● Заниженная посадка.
9. ● Пластмассовый диффузор на капоте.

- GT-R V-Spec II — То же самое, что V-Spec +

1. ● Довольно жесткая подвеска (гораздо жестче, чем на оригинальном V-spec).
2. ● Карбоновый капот с NACA duct каналами.
3. ● Более тёмный цвет центральной консоли.
4. ● Сиденья из чёрной ткани.

- GT-R N1 (Произведено 45).

1. ● Двигатель N1 с системой балансировки «Blueprinted».
2. ● Нет кондиционера.
3. ● Нет стерео системы.
4. ● Нет заднего стеклоочистителя.
5. ● Базовая отделка интерьера.

- GT-R M-Spec

1. ● Кожаный салон.
2. ● Более мягкая подвеска.
3. ● Подогреваемые сиденья.
4. ● Кресла повышенной мягкости с амортизирующими свойствами, индивидуальной ручной сборки и обтяжки.
5. ● Специальные амортизаторы RIPPLE CONTROL против мелких вибраций и частых колебаний.
6. ● Специальные пружины M-SPEC.
7. ● Независимая мультилинковая подвеска[англ.] спокойной работы.
8. ● Более высокая посадка.
9. ● Система активного управления дифференциалом повышенного трения ATTESA E-TS PRO.

- GT-R V-Spec II Nür — То же самое, что V-Spec II + (Произведено 750).

1. ● Двигатель N1 (Максимальная скорость около 300 км/ч).
2. ● Спидометр до 300км/ч.

- GT-R M-Spec Nür — То же самое, что M-Spec + (Произведено 250).

1. ● Двигатель N1 (Максимальная скорость около 300км/ч).
2. ● Спидометр до 300 км/ч.

- GT-R NISMO R-tune — RB26DETT, 400 л. с.
- GT-R NISMO Z-tune — 2.8 л RB28DETT Z2 twin-turbo l6, 500 л. с. (368 кВт, 540 Н·м) Z1 с Z2 (Произведено 20).

Производственные показатели:
| Версия              | Произведено |
| ------------------- | ----------- |
| Предсерийные машины | 21          |
| Стандартные версии  | 3977        |
| V-Spec, V-Spec II   | 6872        |
| M-Spec              | 651         |
| Гоночные версии N1  | 56          |
| Всего               | 11577       |

### V35

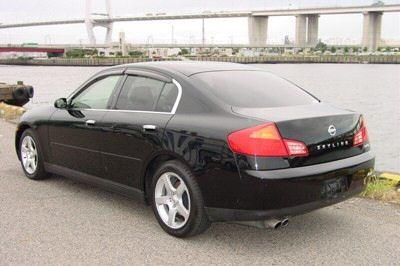
Nissan Skyline 300GT V35

Следующее поколение, V35, представленное в июне 2000 года, было первым, созданным после объединения Nissan и Renault. В основе нового Skyline лежала FM-платформа, как у Nissan 350Z (на рынке Японии Fairlady Z33). Изменения по сравнению с предыдущим поколением были очень существенными — на смену рядным двигателям серии RB пришли V-образные VQ, ни одна из модификаций не имела турбонаддува, больше не выпускалась версия GT-R. Все выпускаемые купе были заднеприводными, для седана также была версия с полным приводом.
На базе Nissan Skyline V35 компания Nissan разрабатывала первые прототипы GT-R R35, все узлы и агрегаты полностью соответствуют GT-R R35. Один из прототипов находится в одном из магазинов «Нордринк» в Японии, у машины изменена геометрия кузова по сравнению с базовым Skyline V35.
Японские тюнинговые компании, такие как Mine’s, Amuse, Hosaka, Garage Defend, M Speed, Nagisa, MCR, HKS и Top Secret проигнорировали эту модель, предпочитая работать с GT-R в версиях R32-R34.
V35 — первый Skyline, официально экспортировавшийся в США, который продавали, как Infiniti G35, который также продавался в кузовах купе и седан. Модели:
- 250GT — 2.5 л VQ25DD V6, 215 л. с. (158 кВт, 270 Н·м)
- 250GT Four — 2.5 л VQ25DD V6, 215 л. с. (158 кВт, 270 Н·м) 4WD
- 300GT — 3.0 л VQ30DD V6, 260 л. с. (191 кВт, 324 Н·м)
- 350GT-8 — 3.5 л VQ35DE V6, 272 л. с. (200 кВт, 353 Н·м)
- 350GT Coupe — 3.5 л VQ35DE V6, 280 л. с. (206 кВт, 343 Н·м)

### V36
Двенадцатое поколение Nissan Skyline было представлено в ноябре 2006 г. Сначала обновление затронуло только седан, а купе выпускалось в прежнем кузове V35. Новое купе появилось в июле 2007 г.
В США седан продавался как Infiniti G. Для седана предлагаются двигатели объёмом 2.5; 3.5; 3.7 литра, для купе — 3.7 литра. Как и в предыдущем поколении, у седана есть полноприводная версия.
Модели (седан):
Япония
- 250GT — 2.5 л VQ25HR V6, 225 л. с. (165 кВт, 263 Н·м)
- 250GT FOUR — 2.5 л VQ25HR V6, 225 л. с. (165 кВт, 263 Н·м)
- 350GT — 3.5 л VQ35HR V6, 315 л. с. (232 кВт, 358 Н·м)

США (INFINITI G-Series)
- G35/G37 — 3.5/3.7 л V6, 306 л. с. (228 кВт) / 328 л. с. (245 кВт),
- G35x/G37x AWD — 3.5/3.7 л V6, 306 л. с. (228 кВт) / 328 л. с. (245 кВт) 4WD, вес 3,882 фунтов (1,761 кг)
- G35/G37 Sport 6MT — 3.5/3.7 л V6, 306 л. с. (228 кВт) / 328 л. с. (245 кВт), вес 3,709 фунтов (1,682 кг)
- G37 Convertible — 3.7 л V6, 325 л. с. (242 кВт), вес 4,083 фунтов (1,852 кг)
- G37 Convertible Sport 6MT — 3.7 л V6, 325 л. с. (242 кВт), вес 4,149 фунтов (1,882 кг)

Россия
- G25 — 2.5 л V6, 222 л. с.
- G35x AWD — 3.5 л V6, 316 л. с. 4WD
- G37x AWD — 3.7 л V6, 333 л. с. 4WD

Купе
- G37s — 3.7 л 333 л. с. 366 Н·м

### V37

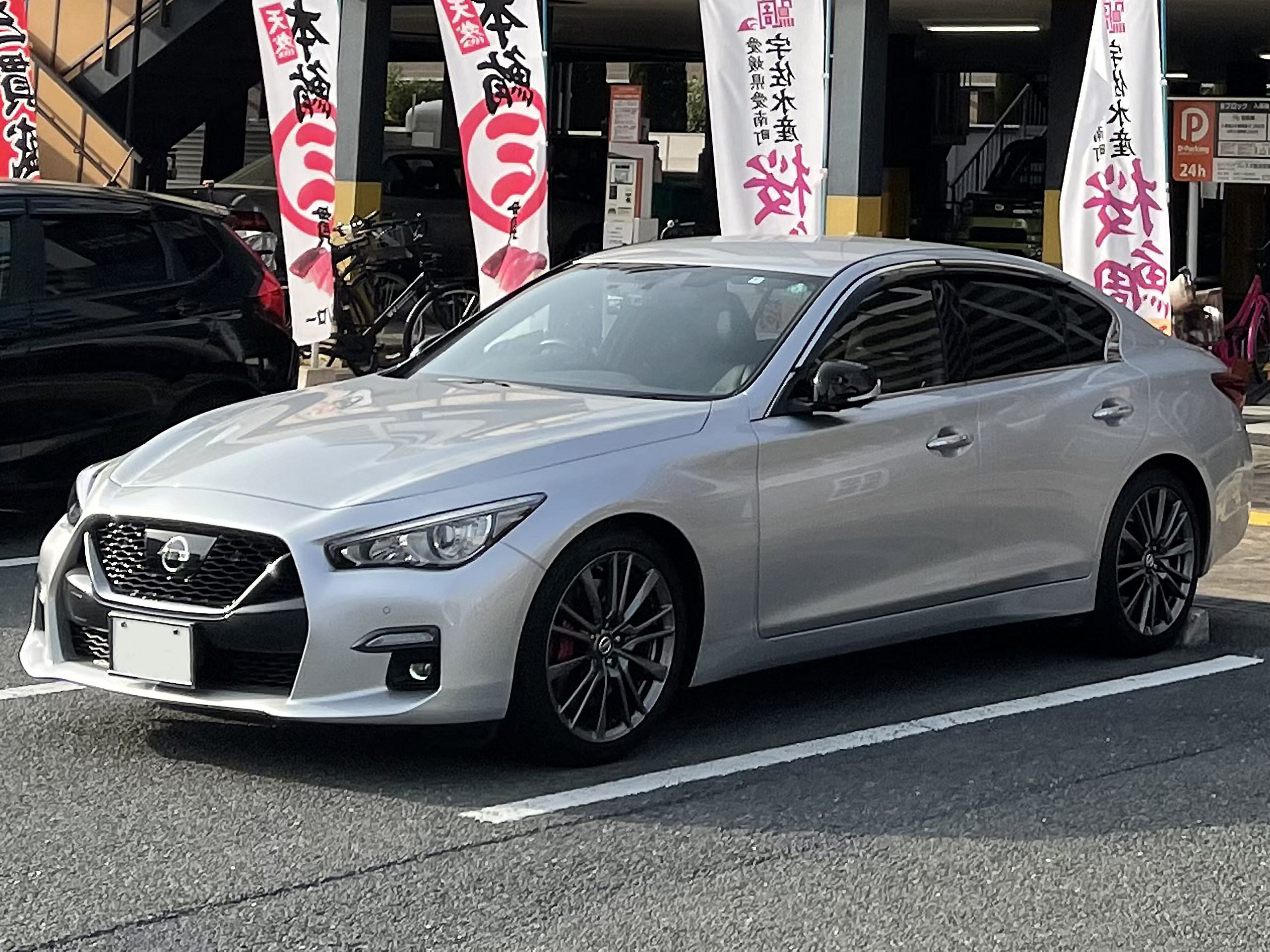
Skyline V37

Дебютировал на Североамериканском международном автосалоне в 2013 как Infiniti Q50. Поступил в продажу в Северной Америке в третьем квартале 2013 года и в Европе в четвёртом квартале 2013 года.
Японская модель Q50 продается как V37 Nissan Skyline. На американском и европейском рынках представлен как Infiniti Q50.
| Модификации                                                 | Объём двигателя, см³ | Марка двигателя |
| 2.0 л, 211 л. с., бензин, АКПП, задний привод (FR)          | 1991                 | M 274 DE 20 AL  |
| 2.1 л, 170 л. с., дизель, МКПП, задний привод (FR)          | 2143                 | OM 651          |
| 2.1 л, 170 л. с., дизель, АКПП, задний привод (FR)          | 2143                 | OM 651          |
| 3.0 л, 405 л. с., бензин, АКПП, полный привод (4WD)         | 2997                 | VR30DDTT        |
| 3.5 л, 306 л. с., бензин, АКПП, полный привод (4WD), гибрид | 3498                 | VQ35HR          |
| 3.5 л, 306 л. с., бензин, АКПП, задний привод (FR), гибрид  | 3498                 | VQ35HR          |